# I Need Feedback
I Need Feedback è il quarto singolo della punk rock band statunitense $wingin' Utter$ pubblicato per la Fat Wreck Chords nel 1998.

## Formati

### 7"
1. I Need Feedback
2. Tomottow Is Not New

## Formazione
- Johnny Bonnel - voce
- Max Huber - chitarra
- Greg McEntee - batteria
- Darius Koski - chitarra, voce